# Archermos
Archermos – rzeźbiarz grecki aktywny w drugiej połowie VI wieku p.n.e. Syn Mikkiadesa. 
Pochodził z Chios, pracował natomiast na Lesbos i Delos. Jego dzieła są wymieniane w źródłach epigraficznych. Był twórcą marmurowego posągu Nike z Delos, który jest datowany na ok. 550 p.n.e.